# عرب‌شالباش
عرب‌شالباش (به ترکی آذربایجانی: Ərəbşalbaş) یک منطقهٔ مسکونی در جمهوری آذربایجان است که در شهرستان قبوستان واقع شده‌است. عرب‌شالباش ۳٬۷۰۸ نفر جمعیت دارد.